# Physcia verdonii
Physcia verdonii är en lavart som beskrevs av Elix. Physcia verdonii ingår i släktet Physcia och familjen Physciaceae.   Inga underarter finns listade i Catalogue of Life.